# World Community Grid
WCG (ВКГ)- је покушај да се створи највећа светска друштвена мрежа за решавање научно-истраживачких пројеката који доносе корист човечанству. Покренут је 16. новембра 2004. године, он је координисан са IBM софтвером  тренутно доступним за Windows, Линукс ОС, MacOS, андроид оперативни систем.
Користећи снагу некоришћених рачунара широм света, међународна заједница мреже научно-истраживачких пројеката анализира аспекте људског генома, ХИВ, денга грозница, мишићне дистрофије, рака, грипа, Еболе, виртуелни скрининг, принос пиринча, и чисте енергије. Од марта 2018. године организација сарађује са 449 другим компанијама и организацијама за помоћ у свом раду, има више од 52 000 активних регистрованих корисника, а укупан време рада је више од 1,5 милиона година.

## Историја
У 2003. години корпорација IBM и други учесници истраживања су спонзорисали студију мрежног-пројекта великих богиња како би убрзали откриће лека. Истраживање је користило масовно  дистрибуирану рачунарски мрежу за анализу ефикасности једињења против великих богиња. Пројекат је омогућио научницима анализу 35 милиона молекула потенцијалних лекова против протеина великих богиња, да би се пронашли добри кандидати за третман богиња. У првих 72 сата 100.000 резултата је било враћено. До краја пројекта, 44 кандидата су идентификовани. На основу успеха студије богиња, IBM је најавио стварање светске мрежне заједнице 16. новембра 2004. године са циљем да се створи окружење где други хуманистичка истраживања могу бити обрађена.
1. ↑  „About Us”. World Community Grid. Архивирано из оригинала 19. 04. 2022. г. Приступљено 28. 7. 2007.
2. ↑  „System Requirements”. Help. World Community Grid. Архивирано из оригинала 29. 12. 2014. г. Приступљено 3. 11. 2014.
3. ↑  „get_project_config.php”. World Community Grid. Приступљено 28. 7. 2007.
4. ↑  „16 11 2010, Happy 6th Birthday, World Community Grid!”. World Community Grid. 16. 11. 2010. Приступљено 17. 11. 2010.
5. ↑  Zutter, Willy de. „World Community Grid - Detailed stats | BOINCstats/BAM!”. boincstats.com. Приступљено 4. 3. 2018.
6. ↑  "IBM builds grid for smallpox research". ComputerWeekly.com. 2003-02-06. Retrieved 2014-04-28.
7. ↑  „Computers enlisted for bioterror fight”. BBC. 5. 2. 2003. Приступљено 24. 11. 2008.
8. ↑  Clery, Daniel (2005). „IBM Offers Free Number Crunching for Humanitarian Research Projects”. Science. 308 (5723): 773a. PMID 15879179. doi:10.1126/science.308.5723.773a. Приступљено 24. 11. 2008.